# Acanthoclonia flavicornis
Acanthoclonia flavicornis är en insektsart som beskrevs av Andrew Nelson Caudell 1918. Acanthoclonia flavicornis ingår i släktet Acanthoclonia och familjen Pseudophasmatidae. Inga underarter finns listade i Catalogue of Life.